# Tadeusz Ważyński

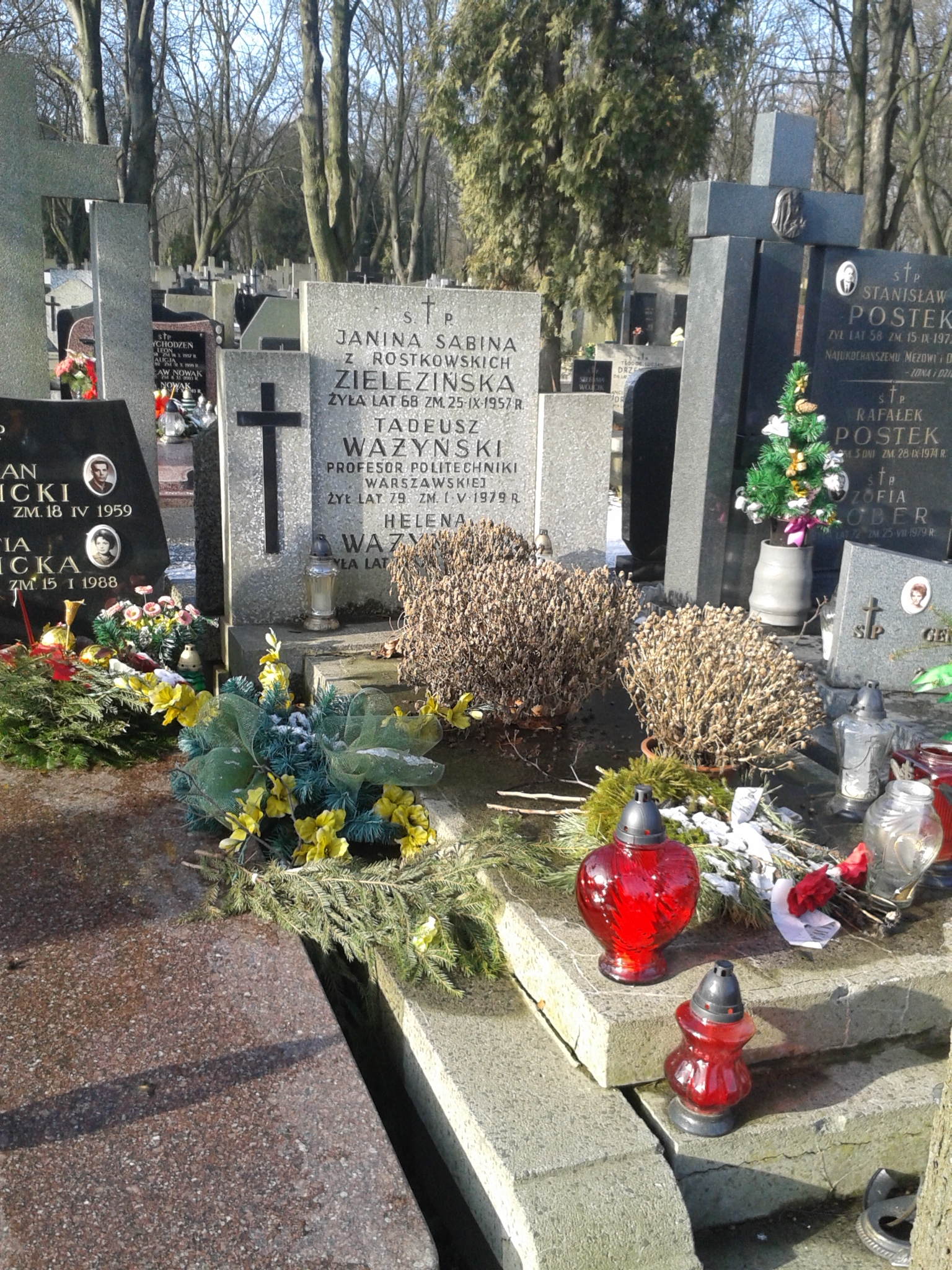
Grób prof. Tadeusza Ważyńskiego na cmentarzu Bródnowskim

Tadeusz Ważyński (ur. 1900, zm. 1 maja 1979 w Warszawie) – polski inżynier, prof. Politechniki Warszawskiej.

## Praca zawodowa
Pracował jako wykładowca na Politechnice Warszawskiej, pełnił funkcję kierownika Katedry Zabezpieczania Ruchu Pociągów na Wydziale Komunikacji, był również prodziekanem tego Wydziału oraz zasiadał w senacie uczelni. Należał do organizatorów Zakładu Sterowania Ruchem na Wydziale Ruchu Kolejowego, jego asystentem był doc. Stanisław Karaś.
W 1970 nakładem Wydawnictwa Komunikacji i Łączności ukazał się podręcznik akademicki autorstwa Tadeusza Ważyńskiego pt. „Sterowanie ruchem kolejowym” (współautor Sławomir Apuniewicz). W latach 1971–1972 opublikowano dwutomowe opracowanie „Urządzenia zabezpieczenia ruchu kolejowego” (współautor Stanisław Karaś).
Zmarł w Warszawie, pochowany 4 maja 1979 na cmentarzu Bródnowskim (kwatera 112F-1-3).

## Ordery i odznaczenia
- Krzyż Oficerski Orderu Odrodzenia Polski
- Złoty Krzyż Zasługi
- Srebrny Krzyż Zasługi (11 lipca 1948)[2]
- Medal 30-lecia Polski Ludowej
- Medal 10-lecia Polski Ludowej (19 stycznia 1955)[3]
- Medal Komisji Edukacji Narodowej
- Złota Odznaka „Za zasługi dla transportu PRL”
- Złota Odznaka honorowa „Za Zasługi dla Warszawy”
- Złota Odznaka Honorowa NOT
- Złota Odznaka Honorowa SITKom
- Złota Odznaka Honorowa ZSP